# Mukilteo
Mukilteo é uma cidade localizada no estado norte-americano de Washington, no Condado de Snohomish.

## Demografia
Segundo o censo norte-americano de 2000, a sua população era de 18.019 habitantes.
Em 2006, foi estimada uma população de 20.308, um aumento de 2289 (12.7%).

## Geografia
De acordo com o United States Census Bureau tem uma área de
24,4 km², dos quais 16,4 km² cobertos por terra e 8,0 km² cobertos por água. Mukilteo localiza-se a aproximadamente 49 m acima do nível do mar.

## Localidades na vizinhança
O diagrama seguinte representa as localidades num raio de 12 km ao redor de Mukilteo.